# Monticello (Minnesota)
Monticello è una città degli Stati Uniti d'America, situata in Minnesota, nella Contea di Wright.